# Ножан льо Ротру
 Тази статия е за града във Франция.  За окръга вижте Ножан льо Ротру (окръг).  За кантона вижте Ножан льо Ротру (кантон).
Ножан льо Ротру (на френски: Nogent-le-Rotrou, [nɔʒɑ̃ lə ʁɔtʁu]) е град в северна Франция, административен център на кантона Ножан льо Ротру и окръга Ножан льо Ротру в департамент Йор е Лоар на регион Център-Вал дьо Лоар. Населението му е около 10 000 души (2015).
Разположен е на 108 метра надморска височина в Парижкия басейн, на 50 километра западно от Шартър и на 58 километра североизточно от Льо Ман. Селището е известно от Средновековието, а през XVI-XVII век е местен център на текстилната промишленост. Днес край него е разположена една от основните бази на френската служба за гражданска отбрана. Център е на малка агломерация, включваща още предградието Маргон.

## Известни личности
Родени в Ножан льо Ротру
- Реми Бело (1528 – 1577), поет